# Куша (Рамаяна)
Куша (санскр. कुश) и его брат-близнец Лава были детьми Рамы и Ситы. Их история изложена в индуистском эпосе «Рамаяна». Индуистские традиции утверждают, что он правил всем регионом Кашмир, река Инд и Гиндукушем были границами земель Индии, известными как Гиндукуш Кшетра, и основал город Кашмир в долине и Касур, хотя местные предания утверждают, что Касур был основан в 1525 году мигрантами-пуштунами. Традиционно считается, что его брат Лава основал Лавапури (современный Лахор).

## Легенды

### Рождение и детство

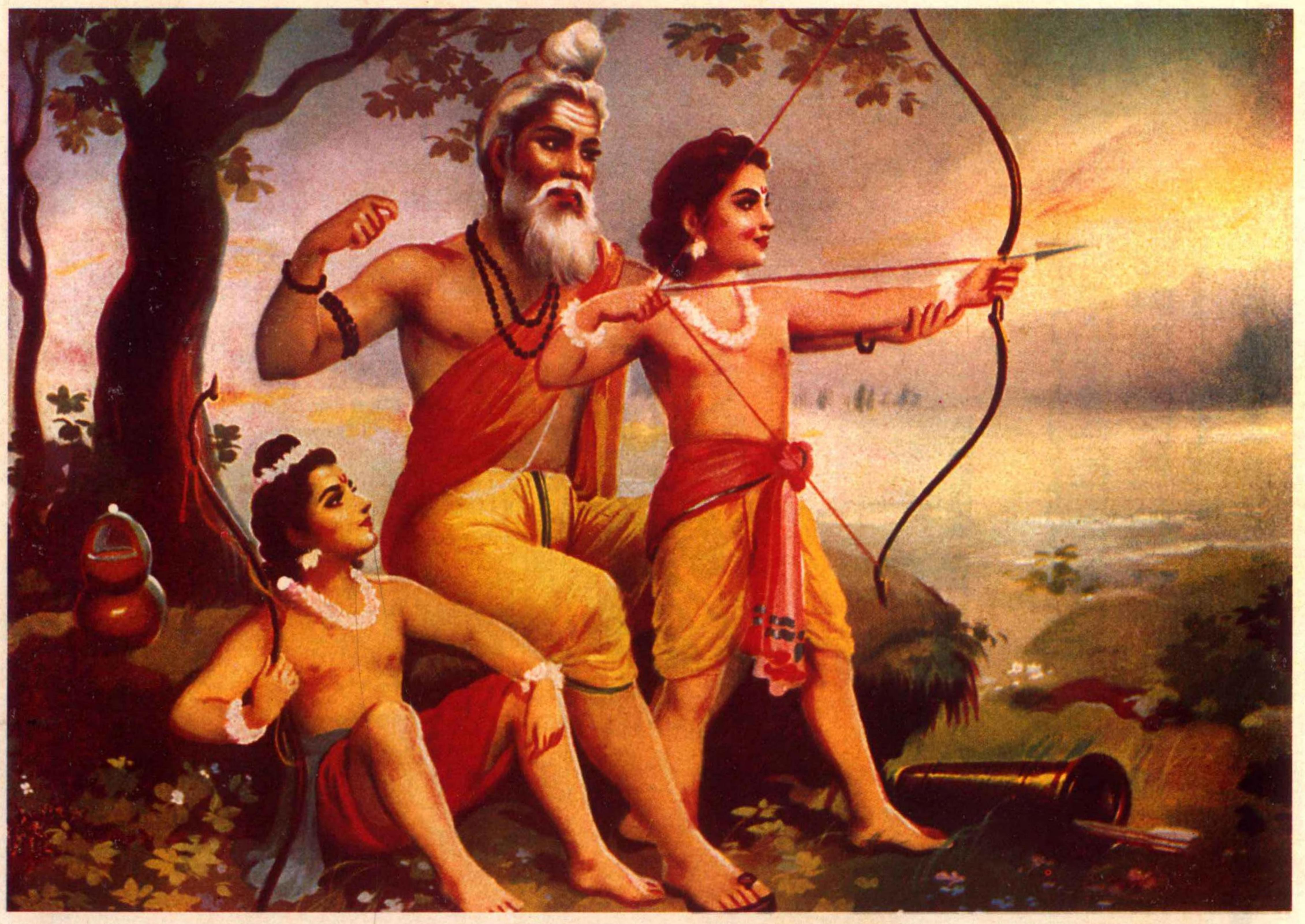
Вальмики учит Лаву и Кушу стрельбе из лука

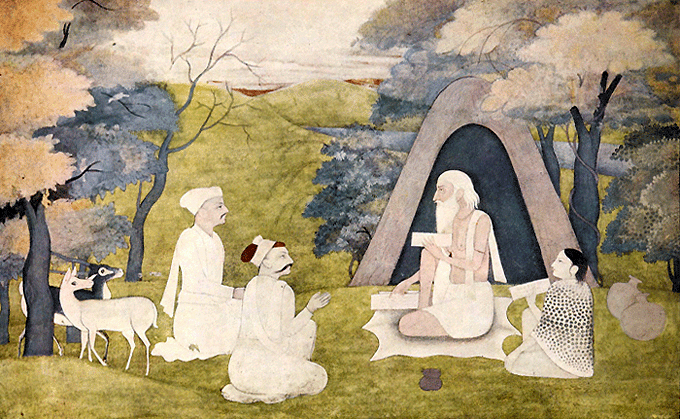
Вальмики учит Лаву и Кушу Рамаяне

В первой главе Рамаяны Балаканда упомянул Вальмики, рассказывающий Рамаяну своим ученикам, Лаве и Куше. Но их рождение и детство упоминаются в последней главе Уттара Канды, которая не считается оригинальной работой Вальмики. Согласно легенде, беременная царица Сита покидает королевство Айодхья, когда узнает, что Рама стал подозрительным, после того как услышал, что мойщик одежды из Айодхьи сомневается в верности Ситы. Затем она нашла убежище в ашраме мудреца Вальмики, расположенном на берегу реки Тамса. Сита родила в ашраме сыновей-близнецов, Лаву и Кушу. Их учили военным навыкам под руководством мудреца Вальмики, а также они узнали историю царя Рамы.

### Ашвамедха Яджна
Во время Ашвамедха Яджны, проводимой Рамой, мудрец Вальмики вместе с Лавой и Кушей присутствовал с переодетой Ситой на церемонии.
Лава и Куша пели Рамаяну в присутствии Рамы при огромной аудитории. Когда Лава и Куша рассказали об изгнании Ситы, Рама был убит горем, и тогда Вальмики показал всем Ситу. Сита, охваченная смущением и горем, призвала землю, свою мать (Бхуми), и попросила забрать её, и когда земля разверзлась, она исчезла в ней. Затем Рама узнал, что Лава и Куша являются его детьми.
По другой версии Лава и Куша захватывают жертвенного коня и побеждают братьев Рамы и их армию, и когда Рама пришёл сражаться с ними, вмешался махариши Вальмики, а затем Сита раскрывает сыновьям, что их отец - и есть Рама, и Вальмики сказал детям чтобы они спели его Рамаяну жителям Айодхьи о том, как Сита жертвует даже богатой Ланкой (островом Раваны), чтобы смыть испорченный образ Ситы с людей Айодхьи.

### Дальнейшая история

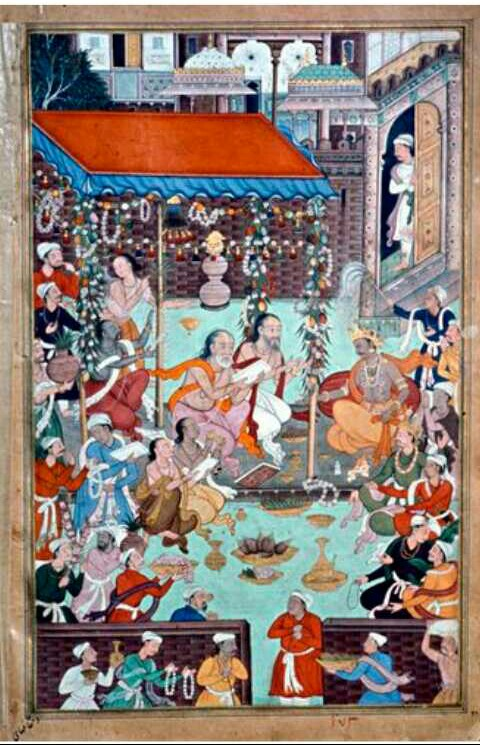
Лава и Куша поют Рамаяну в Айодхье

Лава и Куша стали правителями после своего отца Рамы. Они основали города Лавапури и Кусастхали (современный Титлагарх), соответственно.
Песни с шестнадцатой по девятнадцатую Рамаяна описывают подвиги потомков Рамы. Перед Кушей появляется проявление богини, которая объявляет себя божеством-хранителем древней столицы - города Айодхьи. Она описала состояние города, который был заброшен и разрушен после ухода царя Рамы. Куша отправляется со всей своей армией, чтобы вернуть городу былое великолепие.
Песня шестнадцатая описывает брак Куша с царицей нагов Кумудвати. Живя летом в Айодхье, Куша отправляется к реке Сараю, чтобы искупаться с придворными дамами. В реке он теряет драгоценный камень, подаренный ему его отцом. В гневе Куша угрожает пустить стрелу в реку, после чего река разошлась, открыв его будущую жену Кумудвати.

### Смерть и преемники
Песня Семнадцатая описывает последние годы Куши. У Куши и Кумудвати есть сын по имени Атитхи, который становится наследником царства. Куша вступает в битву с демоном и отдает свою жизнь, чтобы победить врага.
Восемнадцатая и девятнадцатая песни описывают 21 царя, ставших потомками и преемниками Атитхи. Кушавати стал городом в царстве Кошала, о чём говорится в эпосе Рамаяна. Царь Кошалы, Рама, установил своего сына Лаву в Шравасти и Кушу в Кушавати.